# Montearagón
Montearagón egy község Spanyolországban, Toledo tartományban. Montearagón Talavera de la Reina, Lucillos, Cebolla és La Pueblanueva községekkel határos. Lakosainak száma 588 fő (2024).

## Népesség
A település népessége az utóbbi években az alábbiak szerint változott:
| Lakosok száma | 439  | 479  | 556  | 575  | 555  | 545  | 520  | 525  | 533  | 588  |
|               | 2001 | 2004 | 2007 | 2009 | 2012 | 2014 | 2017 | 2019 | 2022 | 2024 |